# Suprême NTM (album)
Ne doit pas être confondu avec Suprême NTM.
 (janvier 2024).
 (juillet 2024).
Si vous disposez d'ouvrages ou d'articles de référence ou si vous connaissez des sites web de qualité traitant du thème abordé ici, merci de compléter l'article en donnant les références utiles à sa vérifiabilité et en les liant à la section « Notes et références ».
Albums de Suprême NTM
Paris sous les bombes
(1995) NTM Live
(2000)
Singles
1. Seine-Saint-Denis Style / Laisse pas traîner ton fils
Sortie : 9 juin 1998
2. Ma Benz
Sortie : 20 octobre 1998
3. That's My People
Sortie : 5 janvier 1999
4. Pose ton gun
Sortie : 13 septembre 1999

Suprême NTM est le quatrième album studio du groupe de rap français Suprême NTM, publié en 1998 par Epic Records. Dernière production studio de la formation, cet album est cité parmi les œuvres majeures du rap français.
C'est le dernier album studio du groupe, loué par la critique et le public, notamment pour les morceaux Laisse pas traîner ton fils, Ma Benz, That's My People, Seine-Saint-Denis Style ou encore Pose ton gun.

## Conception
À l'été 1997, quelques mois après avoir sorti la réédition de Paris sous les bombes, Kool Shen et Joeystarr se retrouvent en studio à Puteaux dans les Hauts-de-Seine, pour travailler sur un quatrième album. Ils s'entourent de LG Experience, présent sur les deux albums précédents, DJ Spank, déjà apparu à la production d'Authentik et Paris sous les bombes, et d'une toute nouvelle équipe de producteurs, à savoir Madizm, Sulee B Wax, Sully Sefil, Daddy Jokno, Willie Gunz ainsi que Zoxea des Sages Poètes de la Rue.
Les scratchs sont assurés par DJ James ainsi qu'une nouvelle et jeune recrue : DJ Naughty J. Les deux rappeurs écrivent chacun de leur côté après avoir choisi un thème et se parlent au téléphone pour échanger leurs lyrics et leurs idées.
JoeyStarr travaille aussi avec DJ Spank pour faire quelques beats pour l'album, en plus de son travail sur les textes. Kool Shen travaille en parallèle sur la production de l'album du jeune Busta Flex. L'annonce d'un nouvel album NTM crée une très grosse attente dans le public et les médias.
En studio, quand des amis du groupe passent, le duo leur fait écouter les sons, afin qu'ils donnent leurs avis pour améliorer les morceaux en construction.
Malgré quelques retards, après des mois de travail, l'enregistrement est terminé au début de l'année 1998. Le mixage de l'album se fait au studio Davout, à Paris. Le groupe se rend à New York, au Sterling Sound Studio, pour réaliser le mastering. De retour en France, l'album est terminé et prêt à envahir les bacs.

## Contenu
L'album est constitué de seize pistes dont une intro, une interlude et une outro. 
Il débute par une Introduction assez stressante, angoissante, imposant une tension. Les deux comiques Cédric Dumond et Michel Raimbault jouent le rôle de policiers le temps d'une minute et sont confrontés à d'étranges rugissements et ricanements significatifs : Kool Shen et Joeystarr sont de retour! Back dans les bacs, affirment-ils dans le premier morceau. Ils y montrent qu'ils ne sont pas là pour blaguer, sur l'instrumentation de LG Experience. 
Juste après, la basse de la prod de Sulee B Wax introduit les violons, sur lesquels se pose Kool Shen, suivi de son collègue, pour avertir tout parent : Laisse pas traîner ton fils. Les rappeurs ont fait appel à la chanteuse Angie Cazaux-Berthias pour les chœurs du refrain. Dans son couplet, Joeystarr raconte ses relations tendues avec son père et que la rue l'a sauvé. 
Les violons laissent place au piano dans That's My People. En solo, Shen, « backé » par son confrère de IV My People Busta Flex sur une instrumentale mélancolique de Sully Sefil, décrit avec émotion ses kiffs et ce qui lui est cher. À travers cette musique, le rap, et cette culture, le Hip-Hop, qui lui tiennent à cœur, il affirme ses convictions : « ...Pouvoir faire de la musique, tout en gardant mon éthique; faire du fric sans jamais tâcher l'image de ma clique ». Sur cette mélodie triste, Kool Shen parvient à donner avec finesse une définition de ce qu'est le Hip-Hop. 
Ensuite, résonnent les premières notes du Seine-Saint-Denis Style de Daddy Jokno. Les premières caisses claquent, et les deux MCs se lâchent pour un « egotrip » déchainé.
Dans une interlude, on découvre une « chambrette » à propos de voiture, sur le petit air habituel présent depuis deux albums. L'interlude laisse place à Ma Benz, produit par DJ Spank et Joeystarr (B.O.S.S.). Les deux membres du groupe, accompagnés de Lord Kossity, se livrent à un jeu de séduction. 
Autre ambiance avec une autre production de B.O.S.S, mais cette fois-ci plus sombre, dans C'est arrivé près d'chez toi. Avec Jaeyez du groupe Afro Jazz, Joeystarr et Kool Shen dénoncent les erreurs du système et de ses politiciens, système contre lequel il « ...faut tout donner, afin d'changer les données... ». 
Arrive le puissant beat de Madizm sur lequel le Suprême revient sur les problèmes qu'il a eus par le passé, incluant le procès auquel il a eu affaire. Par la même occasion, les deux rappeurs adressent à tout le monde un message : On est encore là et qu'ils sont « prêts à foutre le souk et tout l'monde est cord-d'a ». 
S'ensuit le dramatique Odeurs de soufre de DJ Spank et JoeyStarr. Le groupe fait le constat que la misère frappe trop le pays et que les dirigeants ne font pas grand chose pour améliorer la situation. La voix du Jaguar s'impose tout au long du titre suivant Je vise juste. 
Une nouvelle fois sur une production B.O.S.S., JoeyStarr, en solo, prend parti pour lui-même et ses paroles, retranscrit sa vision de la jeunesse et s'en prend à l’État ainsi qu'aux grandes « bouches » qui parlent pour ne rien dire. 
Vient ensuite le profond Pose ton gun, un des titres phares de l'album et du groupe, dont la production a été assurée par Willie Gunz. Le duo incite les jeunes à ne pas jouer avec le feu. Au contraire, il les appelle à déposer leurs armes sous peine de plonger des familles dans le chagrin et de vivre avec le poids d'un mort sur la conscience, ou pire, de se faire tuer trop tôt bêtement. 
S'enchaîne le frais et léger Respire de Madizm. Les deux camarades invitent simplement les gens à arrêter de se prendre la tête et à souffler, à être plus décontracté, à prendre du bon temps, parce que c'est ça aussi, le Hip Hop, rappellent-ils. 
Puis arrive un beat de Zoxea, en même temps claquant, plutôt calme, avec un soupçon d'amertume. NTM exécute un remix de leur titre On est encore là, de manière plus posée que la première version. 
Pour le dernier morceau de l'album, Kool Shen et Joeystarr s'entourent chacun d'un jeune artiste qu'ils produisent : Busta Flex pour le premier et Mass pour le second. Les quatre rappeurs envoient toutes leurs tripes dans un egotrip surpuissant dans Hardcore sur le beat, dont l'instrumentale a été réalisée par LG Experience, afin de clôturer l'album comme il se doit. 
Celui-ci se conclut réellement par une assez triste Outro de Willie Gunz, sur laquelle les deux compères « dédicacent leurs potes ».
Suprême NTM est un album varié, passant de morceaux énergiques comme Back dans les bacs, Seine-Saint-Denis Style, On est encore là (I) ou Hardcore sur le beat à des morceaux plus posés et réfléchis, tels que Laisse pas traîner ton fils, That's My People, C'est arrivé près d'chez toi, Odeurs de soufre, ou bien Pose ton gun, en passant par des délires et sons plus légers comme Ma Benz ou Respire, le rugissant Je vise juste et On est encore là (II), remix de l'original. S'ajoute à ça une Intro oppressante, une Interlude plutôt humoristique, ainsi qu'une Outro aux allures d'adieux.
Dans cet album, on remarque une légère baisse du flow des rappeurs par rapport à Paris sous les bombes mais une amélioration technique de Kool Shen (qui, au passage, retrouve une voix plus claire et moins grinçante que dans le précédent opus) avec des rimes un peu plus riches et des phases plus travaillées, et donc mieux structurées qu'auparavant. La voix de Joeystarr est un peu moins agressive que dans l'album précédent, elle permet une meilleure compréhension des paroles, mais elle reste toutefois bien plus grave que dans ses deux premières livraisons.
Contrairement à leurs précédents albums, surtout aux deux premiers, les deux rappeurs emploient un langage moins soutenu, plus direct, et utilisent, à de nombreuses reprises, de mots en argot sans pour autant empêcher la compréhension des textes. L'atmosphère générale de l'album est moins acrimonieuse que Paris sous les bombes, qui comptait quelques titres très virulents (Plus jamais ça, Qu'est-ce qu'on attend).

## Promotion
Peu de temps avant sa sortie, le groupe sort une réédition du single Come Again 2, sur laquelle est présent un extrait de l'album à venir. Cet extrait qui n'est autre que Seine-Saint-Denis Style, est très vite lancé dans les radios - notamment grâce à la fuite organisée par le groupe d'un single - et prépare tout de suite le public, qui attend la sortie de l'album. 
Les membres du Suprême annoncent ensuite qu'ils vont donner une interview et un concert privé à Nulle part ailleurs le jour de la sortie de leur album, afin d'en faire la promotion. Le public répond à l'appel. Kool Shen et JoeyStarr multiplient les apparitions à la télé notamment sur Canal+, à la radio pour des interviews et des freestyles, sortent plusieurs singles qu'ils adaptent en clips, et réalisent deux tournées pour défendre leur album sur scène.

## Accueil

### Commercial
Le 20 avril 1998, l'album Suprême NTM sort et rencontre un succès immédiat. 40 000 exemplaires se vendent le jour même, record pour un album de rap français. Il entre directement en 1re place dans les charts. À la précommande, l'album est déjà disque d'or avec plus de 100 000 réservations. 
Le premier single du groupe, Laisse pas traîner ton fils, atteint rapidement les 120 000 exemplaires vendus. Au mois de mai, l'album est déjà double disque d'or avec 200 000 exemplaires vendus. Trois mois plus tard, au mois d'août, il franchit le seuil des 300 000 et devient disque de platine. 
Dans la foulée, Kool Shen, Busta Flex et Zoxea, tous les trois membres du collectif IV My People, sortent en juillet un single du même nom sur lequel on retrouve aussi Lord Kossity et l'acolyte du "babtou", JoeyStarr. Le single qui est clipé, est un succès et se vend à plus de 70 000 exemplaires. Quelques mois plus tard, en octobre, est envoyé un autre single: Ma Benz. Il se vend à plus de 150 000 exemplaires. À la fin de l'année 1998, il franchit la barre des 450 000 exemplaires vendus.
En janvier 1999, le troisième single du groupe, That's my people, est mis sur les ondes. Comme les précédents, ce single est bien accueilli du public, même s'il se vend un peu moins que les premiers. Un peu plus tard, en juin, Pose ton gun, le quatrième single, sort et se vend plutôt bien.
Enfin, début 2000, au moment où sort le DVD NTM Live... du Monde de demain à Pose ton gun, arrivent le single et le clip C'est arrivé près d'chez toi constitué d'images des lives au Zénith de Paris le 24 et 25 novembre 1998 et du DVD Authentiques. La même année, l'album Suprême NTM dépasse les 600 000 exemplaires devenant ainsi double disque de platine et le plus gros succès du groupe.
Aujourd'hui[Quand ?], l'album a dépassé les 800 000 exemplaires.

### Critique
Malgré les problèmes, et malgré la réputation que le Suprême a pu avoir auprès de nombreux politiciens, critiques et quelques médias durant plusieurs années, cet album fait l'unanimité pour beaucoup. Que ce soit de la part du public, de critiques spécialisés ou non, et même d'autres rappeurs, Suprême NTM est très positivement critiqué. Les médias parlent de l'album de la maturité, en citant notamment les titres Laisse pas traîner ton fils, joué sur de très nombreuses stations de radio, ou Pose ton gun, qui fait beaucoup parler de lui, dans le sens où le groupe met en garde de manière non virulente, ce qui étonne beaucoup de gens qui avaient une autre vision du groupe. Kool Shen et JoeyStarr répondent que, huit ans plus tôt, ils écrivaient Le monde de demain et que le morceau était aussi très mature. 
Le deuxième single Ma Benz est reçu de manière plus mitigée. Il est critiqué par des médias qui considèrent que c'est une "dégradation de l'image de la femme" et le boycottent. À la suite d'une décision du CSA, le clip ne passe pas avant 22 heures. En radio, le morceau n'est pratiquement diffusé que sur Skyrock. Malgré la censure, Ma Benz est l'un des plus gros succès du groupe.
That's my people qui sort au début de l'année 1999 est très bien perçu. Cette ode à l'amitié reçoit les éloges de nombreux critiques. Le clip est aussi remarqué pour le fait que JoeyStarr n'apparaît pas dans un clip NTM, sauf sous forme d'images d'archives. Ce morceau est considéré comme l'un des meilleurs du groupe.
Pose ton gun s'était déjà démarqué dès la sortie de l'album, et était souvent réclamé en concert, n'échappe pas à la règle et reste l'un des titres les plus populaires de NTM.
L'album devient ainsi un phénomène, et est qualifié comme leur meilleur album. Il a même été nommé aux Victoires de la musique dans la catégorie Album rap ou groove de l'année 1999.
Suprême NTM est considéré comme un classique et l'un des meilleurs albums de rap français. Il est souvent comparé à L'école du micro d'argent d'IAM.

## Tournées

### 93 Party
L'album à peine sorti, le Suprême annonce une tournée dans toute la France portant le nom de 93 Party, débutant le 24 mai 1998 à Toulouse. 
Cette tournée consiste en une série de concerts d'une heure et demie le soir en première partie, et un show de DJs toute la nuit en deuxième partie. 
Les acteurs principaux sur scène sont bien entendu Kool Shen et JoeyStarr. Les premières parties sont assurées principalement par Lord Kossity et surtout Busta Flex, dans le but de faire la promotion de son album sorti en février. 
Zoxea et Sully Sefil sont invités par le rappeur. Les concerts effectués, les trois DJs ayant épaulé les rappeurs se chargent du show de la nuit. DJ James, DJ Naughty ainsi que DJ Goldfingers sont mis à l'honneur et ont pour mission d'exploser les platines jusqu'au petit matin. 
Tout le reste du printemps, le groupe de la 93 Party se produit dans les grandes villes comme Toulouse, Bordeaux, Nantes, Lille, Strasbourg, Nancy, Lyon, Montpellier ou Marseille.
Un maxi composé de six titres live du Suprême enregistrés au cours de cette tournée et portant le nom de 93 Party, sort en édition limitée le 2 novembre 1998.

### NTM Tour 98
Quelques mois après avoir terminé la tournée 93 Party, Kool Shen et JoeyStarr annoncent une nouvelle tournée nommée NTM Tour 98, dans tout le pays. Il s'agit  cette fois de concerts d'une heure et demie uniquement, pour une vingtaine de dates à partir de fin octobre en Outre-Mer et de novembre à décembre en France. 
Au début de l'automne, le Suprême repart au studio Pee Wee pour se préparer et organiser la nouvelle tournée. Après plusieurs semaines de travail, le groupe accompagné des participants de la 93 Party ainsi que de Xavier, Neil, David et Ange, quatre danseurs d'Aktuel Force, remonte sur scène à la Réunion le 30 octobre 1998 au stade de l'Est. En France, la tournée ne débute que le 12 novembre à Lorient devant plus de 3 000 personnes. S'enchainent tout au long du mois de novembre et décembre des concerts à Nantes, à Nancy, à Bordeaux, à Lyon, à Toulouse et le 24 et 25 novembre, le groupe remplit deux fois le Zénith de Paris pour la troisième et quatrième fois de son histoire. Pour l'occasion, le groupe a invité Angie Cazaux-Berthias pour chanter sur Laisse pas traîner ton fils, et Jaeyez pour faire C'est arrivé près d'chez toi. 
Le deuxième concert a été filmé et sort en cassette vidéo puis en DVD en 2000. La tournée se termine par un dernier concert à Genève le 18 décembre 1998. Le groupe se sépare officiellement quelque temps plus tard.
Lors de cette tournée, des artistes comme Busta Flex et Zoxea ont pu faire la promotion de leurs propres titres et se faire connaître chacun du grand public. Lord Kossity a commencé à acquérir une certaine notoriété qui s'accroîtra par la suite. Le Suprême n'a pas failli à sa réputation en se donnant au maximum, en enchaînant leurs plus grands titres comme Seine-Saint-Denis Style, premier morceau interprété sur scène par le duo, Pass pass le oinj, That's my people, Pose ton gun, Qu'est-ce qu'on attend ?, Tout n'est pas si facile, Ma Benz, Laisse pas traîner ton fils, Police ou encore IV My People, hymne du collectif de Kool Shen et morceau clôturant les concerts.
En 1999, il était prévu que le Suprême enchaine une autre série de concerts et fasse un concert au Parc des Princes, mais ce fut annulé à cause des problèmes judiciaires de JoeyStarr.

## Liste des pistes
| 1.    | Intro                                                  | Madizm        | 1:13 |
| 2.    | Back dans les bacs                                     | LG Experience | 3:17 |
| 3.    | Laisse pas traîner ton fils                            | Sulee B Wax   | 3:57 |
| 4.    | That's My People                                       | Sully Sefil   | 4:11 |
| 5.    | Seine-Saint-Denis Style                                | Daddy Jokno   | 3:20 |
| 6.    | Interlude                                              | Madizm        | 0:31 |
| 7.    | Ma Benz (avec Lord Kossity)                            | DJ Spank      | 4:06 |
| 8.    | C'est arrivé près d'chez toi (avec Jaeyez d'Afro Jazz) | DJ Spank      | 4:01 |
| 9.    | On est encore là (I)                                   | Madizm        | 3:39 |
| 10.   | Odeurs de soufre                                       | LG Experience | 4:28 |
| 11.   | Je vise juste                                          | DJ Spank      | 3:13 |
| 12.   | Pose ton gun                                           | Willie Gunz   | 3:39 |
| 13.   | Respire                                                | Madizm        | 3:40 |
| 14.   | On est encore là (II)                                  | Zoxeakopat    | 3:57 |
| 15.   | Hardcore sur le Beat (avec Mass, Busta Flex)           | LG Experience | 4:41 |
| 16.   | Outro                                                  | Willie Gunz   | 2:28 |
| 54:28 |                                                        |               |      |

## Singles
- 9 juin 1998 : Seine-Saint-Denis Style / Laisse pas traîner ton fils
- 20 octobre 1998 : Ma Benz avec Lord Kossity
- 5 janvier 1999 : That's My People
- 13 septembre 1999 : Pose ton gun

## Clips
- 1998 : Laisse pas traîner ton fils
  - Joeystarr et Kool Shen sont tantôt sur le toit d'un immeuble, soit derrière une vitre dans un couloir sombre, la chanteuse Angie Cazaux-Berthias est présente sur le toit d'un immeuble et des images subliminales de jeunes de banlieue apparaissent plusieurs fois dans le clip.
- 1998 : Seine-Saint-Denis Style
- 1998 : Ma Benz avec Lord Kossity
  - Joeystarr, Kool Shen, DJ Spank et Lord Kossity sont dans un décor tournant avec une voiture dans un club de striptease avec plusieurs danseuses.
- 1999 : That's My People
  - Kool Shen et ses coéquipiers marchent tantôt dans le métro, tantôt dans la rue, leur sortie nocturne étant rythmée par les tags, leur désaccord avec le FN, la course-poursuite avec la police... Le clip démarre et est entrecoupé de diapositives représentant des tags, puis des images de Joeystarr avec ses amis, celui-ci n'apparaissant que dans le clip, Kool Shen chantant et rappant seul sur ce titre.
- 1999 : Pose ton gun
  - Le clip commence avec Joeystarr les doigts enflammés, mimant un pistolet. Joeystarr et Kool Shen sont dans une morgue où de grandes flammes jaillissent. En parallèle, on suit le parcours d'un homme sur une civière, que les secours emmènent dans l'ambulance, puis au bloc opératoire où ils tentent de le réanimer, puis finalement à la morgue, on peut voir dans le clip la femme et le tout jeune fils du patient, ainsi qu'un de ses amis dans une colère noire à la fin du clip.

## Samples
Sources : WhoSampled
That's My People
- Prelude in E Minor, Op. 28, No. 4 composé par Frédéric Chopin
- Intro de l'album Enigma de Keith Murray[4] (sample vocal)
- What The Blood Clot de Method Man (sample vocal)

Seine-Saint-Denis Style
- That's Where The Happy People Go de The Trammps
- Brooklyn's in the House de Cutmaster D.C.

C'est arrivé près d'chez toi
- Lyphard Melodie de Richard Clayderman

On est encore là
- The Long Wait de Morton Stevens
- Whayback d'Artifacts

Odeurs de soufre
- Dwyck de GangStarr

Pose ton gun
- And I Love Her de Bobby Womack
- Get Out of My Life, Woman de Lee Dorsey

Laisse pas traîner ton fils
- Ali's Theme composé par Michael Masser[5]

Outro
- Softly, as I Leave You de Henry Mancini